# Carlos Sainz Cenamor
Carlos Sainz Cenamor   (Madrid, 12 d'abril de 1962) és un corredor de ral·lis i raids espanyol. Va ser campió del Campionat Mundial de Ral·lis els anys 1990 i 1992. La major part de la seva carrera la va realitzar amb Luís Moya de copilot, exceptuant la seva última etapa, que ho feu amb Marc Martí. Posteriorment, com a pilot de raids, guanyà el Ral·li Dakar 2010, 2018, 2020 i 2024. En raids el seu copilot habitual ha estat Lucas Cruz.
És pare del pilot de Fórmula 1 Carlos Sainz Jr.

## Inicis
Carlos Sainz debutà al món dels ral·lis l'any 1980 a bord d'un Renault 5 TS, tenint com a copilot qui posteriorment seria el seu mànager, Juanjo Lacalle. Després de destacar en diferents ral·lis regionals, rep la possibilitat de disputar el Ral·li Catalunya de 1984 amb l'equip oficial Opel amb un Opel Manta Grup B, això no obstant, l'any següent es converteix en pilot oficial Renault.
Amb la marca Renault aconseguí el subcampionat del Campionat d'Espanya de Ral·lis d'Asfalt del 1985 i el 1986, essent superat en ambdós anys pel català Salvador Servià, això no obstant, a bord d'un Ford Sierra, aconseguiria alçar-se amb el títol estatal els anys 1987 i 1988, anys en què també realitzà les seves primeres aparicions al Campionat Mundial de Ral·lis.

## Campionat Mundial de Ral·lis
El seu debut en el Campionat Mundial de Ral·lis es produí en el Ral·li de Portugal de 1987 amb un Ford Sierra Cosworth Gr.A, aconseguint els seus primers punts l'any 1988.

### Toyota (1989-1992)
L'any 1989 fitxà pel Toyota Team Europe, finalitzant el campionat en 8a posició i aconseguint un parell de podiums. El juny del 1990, amb Toyota, Carlos Sainz va guanyar el seu primer ral·li del campionat mundial, concretament al Ral·li d'Acròpolis. Després d'aquella primera victòria vindrien tres més, amb el qual aconseguiria proclamar-se Campió del Món per primera vegada.
La temporada següent, malgrat guanyar 5 ral·lis, acabaria el Mundial en segona posició, essent superat per Juha Kankkunen. Altrament, l'any 1992 tornaria a alçar-se amb el títol Mundial per segona vegada guanyant quatre ral·lis.

### Jolly Club Lancia (1993)
Després dels dos títols mundials amb Toyota, Sainz va deixar aquest equip per un problema entre el seu patrocinador personal (Repsol) i el de Toyota (Castrol), fitxant per l'equip Jolly Club, equip satèl·lit de Lancia amb el qual disputà el mundial a bord d'un Lancia Delta HF Integrale que no va ser desenvolupat en tota la temporada, amb la qual cosa va obtenir els pitjors resultats de tota la seva història professional acabant vuitè del Mundial.

### Subaru (1994-1995)
Després del decepcionant pas per Lancia, l'any 1994 Sainz fitxa per Subaru, on compartirà equip amb Colin McRae. Malgrat a priori ser un equip menys competitiu que Toyota o Ford, Sainz desenvolupa el cotxe i esdevé competitiu, acabant segon del Mundial, tan sols per darrere de Didier Auriol amb Toyota.
La temporada 1995 Sainz guanya tres ral·lis i arriba amb opcions de guanyar el títol a la última prova, el Ral·li de la Gran Bretanya, on es disputà el títol amb el seu company d'equip i a la postre guanyador del Mundial, Colin Mc Rae.

### Ford (1996-1997)

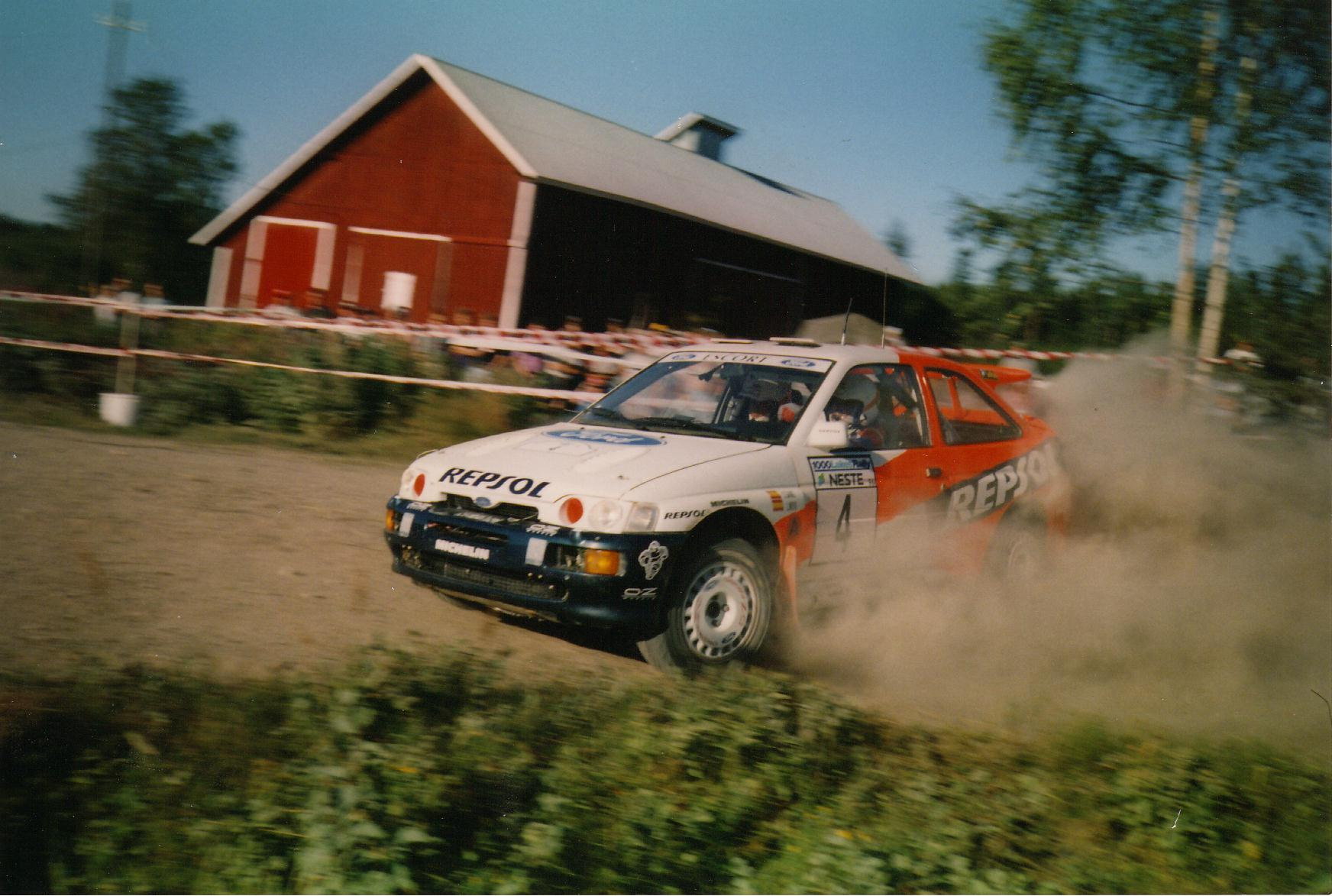
Carlos Sainz al Ral·li de Finlàndia de 1996.

Després de dos anys a Subaru, Sainz volia retornar a Toyota, però l'expulsió de la marca nipona del Mundial després de les irregularitats al Ral·li Catalunya de 1995 frusta l'operació. Finalment fitxa per una Ford en hores baixes amb el recolzament de Repsol.
Amb el Ford Escort Cosworth Sainz acabaria en tercera posició les dos edicions del Mundial que disputà, aconseguint tres victòries.

### Toyota (1998-1999)
Superada la sanció a Toyota, Carlos Sainz retorna a la marca nipona l'any 1998, tornant per la porta gran imposant-se al primer ral·li de la temporada amb el seu Toyota Corolla WRC, el mític Ral·li de Monte-Carlo.
Aquella primera temporada del retorn amb Toyota tindria el desenllaç més cruel de la història del WRC. Carlos Sainz va perdre el campionat a 500 metres del final de l'últim tram de l'últim ral·li en trencar-se-li una viela. Aquest moment va ser captat per totes les càmeres de televisió, ja que si passava la línia de meta d'aquest últim tram es proclamava campió, a causa del fet que el seu principal rival i a la postre campió, el finlandès Tommi Mäkinen, havia abandonat el ral·li en arrancar una roda del seu Mitsubishi Lancer Evo V. Tot i que es pot creure que podia haver guanyat si hagués empès el cotxe els 500 metres que li quedaven, el cert és que el ral·li no acaba fins que no es realitza l'últim enllaç, que tenia uns 70 quilòmetres, evidentment en 20 minuts que tenia no hagués pogut completar-ho.
La temporada 1999 seria molt més discreta, finalitzant en cinquena posició final del campionat.

### Ford (2000-2002)
Les temporades 2000, 2001 i 2002 Sainz va tornar a l'equp Ford on va conduir un Ford Focus WRC, al llarg d'aquestes tres temporades tan sols aconseguí dues victòries, finalitzant els campionats del 2000 i del 2002 en tercera posició, mentre que al 2001 ho va fer en sisena.
Cal destacar que la temporada 2002, a causa de la lesió del copilot Luís Moya, Sainz corre el Ral·li de Catalunya amb el copilot molinenc Marc Martí.

### Citroën (2003-2005)

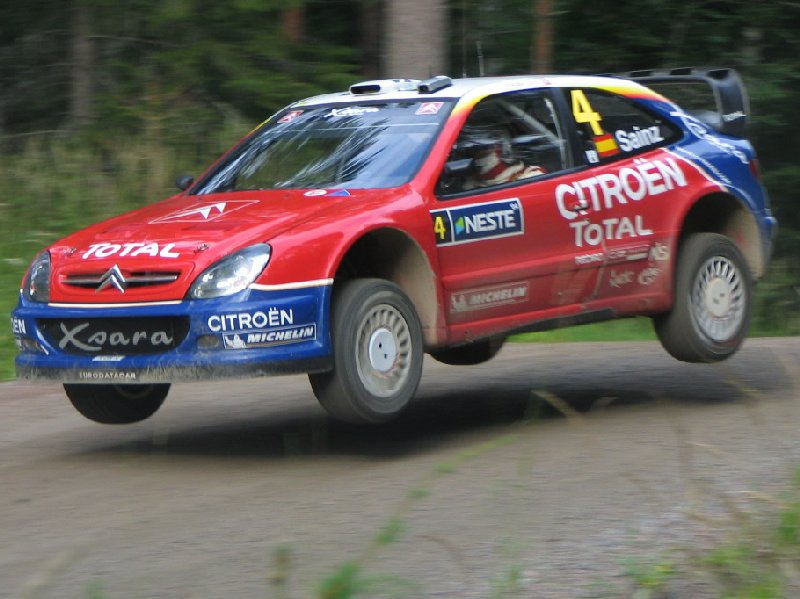
Carlos Sainz al Ral·li de Finlàndia de 2004.

L'any 2003 fitxa per Citroën. Just abans d'aquest fitxatge, Luis Moya anuncia la seva retirada, amb el qual el pilot madrileny inicia aquesta darrera aventura al WRC amb Marc Martí de copilot. Aquella primera temporada a l'equip francès guanya el Ral·li de Turquia i acaba tercer del campionat.
La temporada 2004 serà la última temporada completa de Sainz al Campionat Mundial de Ral·lis. El pilot madrileny acaba quart del Mundial, però es despedeix assolint set podis i la seva darrera victòria, la vint-i-sisena, al Ral·li de l'Argentina. Acabada la temporada, Carlos Sainz anuncia la seva retirada del Campionat Mundial de Ral·lis.
Malgrat retirar-se, la temporada 2005 va realitzar dues participacions al WRC a petició de Citroën: el Ral·li d'Acròpolis a Grècia i el Ral·li de Turquia. L'objectiu d'aquestes participacions va ser ajudar a sumar punts per Citroën el Campionat de marques degut als mals resultats del fins aleshores pilot de Citroën, François Duval. Va aconseguir acabar quart al Ral·li de Turquia i tercer al Ral·li d'Acròpolis.

## Raids
Durant el 2005 va anunciar que s'incorporava a l'equip Volkswagen de raids per a participar en el Ral·li Dakar del 2006, on va quedar 11é, imposant-se en 4 etapes. Posteriorment, en la seva participació en l'edició de 2007, finalitzaria en 9a posició, tot aconseguint la victòria en 5 etapes.
L'any 2008 no es disputà el mític Ral·li Dakar, però en l'edició de 2009, per terres de l'Argentina i Xile, Sainz dominà a plaer la prova amb un gran avantatge sobre els seus perseguidors, això no obstant, a 3 etapes de la finalització de la prova es precipita per un barranc i hagué d'abandonar.
L'any 2010, de nou amb Volkswagen, per fi aconseguí guanyar el prestigiós Ral·li Dakar per primera vegada, amb Lucas Cruz de copilot, després d'una gran disputa amb el seu company d'equip Nasser Al-Attiyah. L'any següent, el darrer amb Volkswagen, aconseguiria acabar tercer amb set victòries d'etapa.
Entre 2013 i 2017 Sainz no aconseguiria acabar en cap edició el Dakar. Finalment, l'any 2018 per fi tornaria a alçar-se amb la victòria en aquesta prova de la mà del equip Peugeot.
Entre 2019 i 2021 Sainz pilotaria per l'equip Mini, aconseguint guanyar l'edició del 2020 i acabar tercer a la de 2021.
Pel Dakar 2022 fitxa per l'equip Audi Sport amb la particularitat de que Audi decicí competir amb un cotxe híbrid elèctric, Sainz es convertiria en el primer pilot de la història del Dakar en guanyar una etapa amb un vehicle híbrid. No obstant, acabaria el raid en dotzena posició final. L'any següent, abandonaria desprès d'un greu accident. Finalment, Sainz s'alça amb el seu quart títol del Dakar la temporada 2024, on supera el seu propi record de pilot de més edat en assolir aquesta fita, deixant la marca en 61 anys, 9 mesos i 7 dies.
Fruit d'altres participacions en altres proves de raids, Sainz també s'ha imposat en diferents proves com el Ral·li dos Sertoes, el Ral·li Centre Europeu el Ral·li Ruta de la Seda o el Ral·li del Marroc, assolint a més la Copa del Món de Raids del 2007.

## Estadístiques

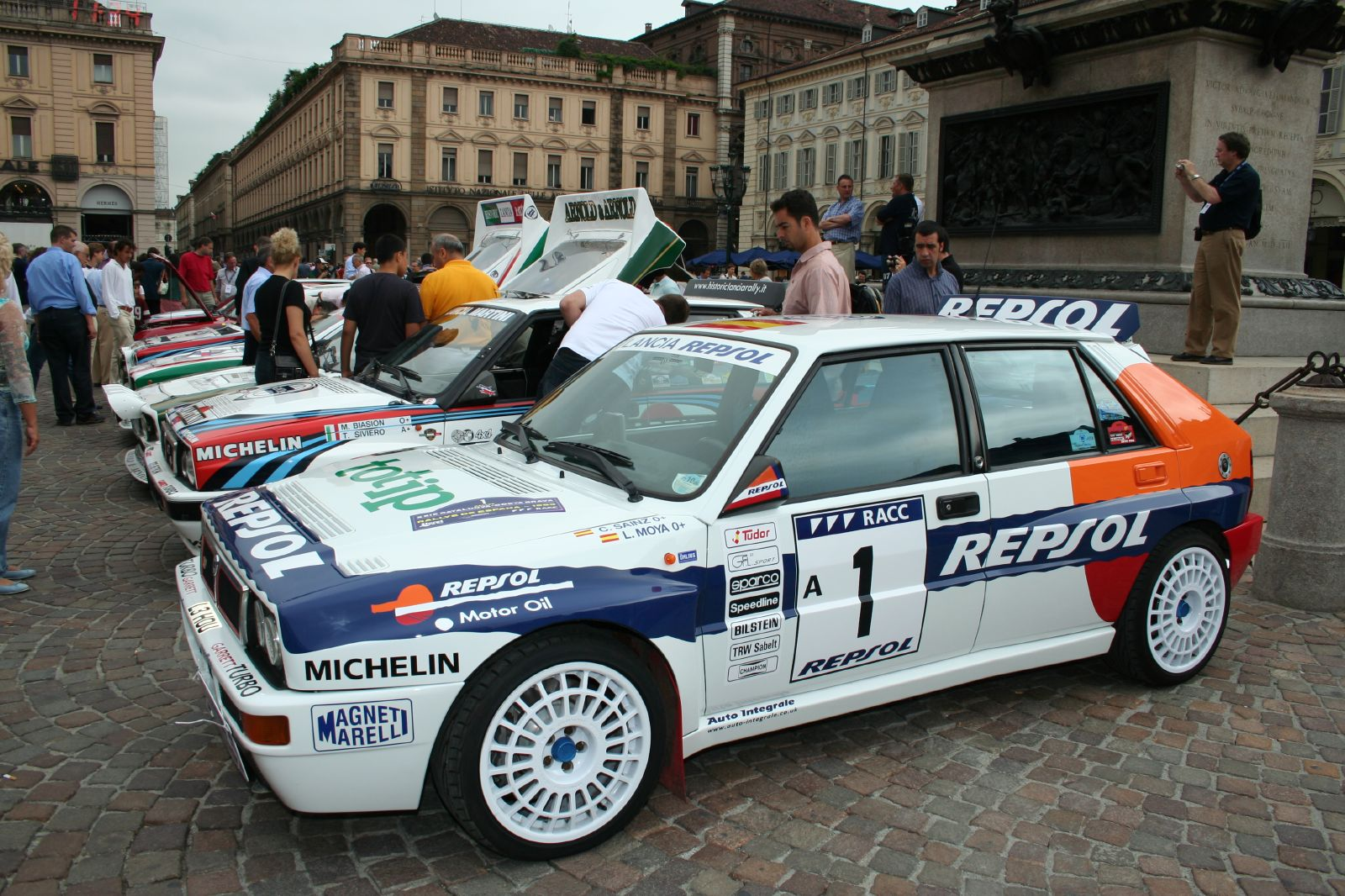
El Lancia Delta HF Integrale que pilotà el 1993

Carlos Sainz és el segon pilot que més ral·lis del mundial ha disputat (196) i el quart que més victòries ha obtingut (26). També és el segon pilot amb més podiums (97).
Fou també el primer pilot no escandinau en guanyar el Ral·li de Finlàndia, cosa que no havia ocorregut en els 40 anys d'existència d'aquesta prova.
El 1998 fou guardonat amb el premi Marca Leyenda.
Actualment també és assessor de la Reial Federació Espanyola d'Automobilisme.

### Títols
| Any  | Títol                                   | Cotxe                        |
| ---- | --------------------------------------- | ---------------------------- |
| 1987 | Campionat d'Espanya de Ral·lis d'Asfalt | Ford Sierra RS Cosworth      |
| 1988 | Campionat d'Espanya de Ral·lis d'Asfalt | Ford Sierra RS Cosworth      |
| 1990 | Campionat Mundial de Ral·lis            | Toyota Celica GT-Four ST165  |
| 1990 | Campionat de Ral·lis Àsia Pacífic       | Toyota Celica GT-Four ST165  |
| 1992 | Campionat Mundial de Ral·lis            | Toyota Celica GT-Four ST185  |
| 2007 | Copa del Món de Raids                   | Volkswagen Race Touareg      |
| 2010 | Ral·li Dakar                            | Volkswagen Race Touareg 2    |
| 2018 | Ral·li Dakar                            | Peugeot 3008 DKR Maxi        |
| 2020 | Ral·li Dakar                            | MINI John Cooper Works Buggy |
| 2024 | Ral·li Dakar                            | Audi RS Q e-tron             |

### Campionat Mundial de Ral·lis
| Any  | Class.    | Cotxe                   |
| ---- | --------- | ----------------------- |
| 1987 | no puntua | Ford Sierra RS Cosworth |
| 1988 | 10        | Ford Sierra RS Cosworth |
| 1989 | 8         | Toyota Celica GT4       |
| 1990 | 1         | Toyota Celica GT4       |
| 1991 | 2         | Toyota Celica GT4       |
| 1992 | 1         | Toyota Celica Turbo 4WD |
| 1993 | 8         | Lancia Delta Integrale  |
| 1994 | 2         | Subaru Impreza          |
| 1995 | 2         | Subaru Impreza          |
| 1996 | 3         | Ford Escort             |
| 1997 | 3         | Ford Escort WRC         |
| 1998 | 2         | Toyota Corolla WRC      |
| 1999 | 5         | Toyota Corolla WRC      |
| 2000 | 3         | Ford Focus WRC          |
| 2001 | 6         | Ford Focus WRC          |
| 2002 | 3         | Ford Focus WRC          |
| 2003 | 3         | Citroën Xsara WRC       |
| 2004 | 4         | Citroën Xsara WRC       |

### Victóries al Campionat Mundial de Rallys
| # | Ral·li                 | Temporades              |
| - | ---------------------- | ----------------------- |
| 3 | Ral·li d'Acròpolis     | 1990, 1994 i 1997       |
| 1 | Ral·li de Nova Zelanda | 1990                    |
| 1 | Ral·li de Finlàndia    | 1990                    |
| 2 | Ral·li de Gal·les      | 1990 i 1992             |
| 4 | Ral·li Monte-Carlo     | 1991, 1995, 1997 i 1998 |
| 2 | Ral·li de Portugal     | 1991 i 1995             |
| 1 | Tour de Còrsega        | 1991                    |
| 3 | Ral·li de l'Argentina  | 1991, 2002 i 2004       |
| 1 | Ral·li Safari          | 1992                    |
| 2 | Ral·li de Catalunya    | 1992 i 1995             |
| 2 | Ral·li d'Indonèsia     | 1996 i 1997             |
| 1 | Ral·li de Xipre        | 2000                    |
| 1 | Ral·li de Turquia      | 2003                    |